# Tegastes neapolitanus
Tegastes neapolitanus is een eenoogkreeftjessoort uit de familie van de Tegastidae. De wetenschappelijke naam van de soort is voor het eerst geldig gepubliceerd in 1885 door Claus.